# Changes All the Time
Changes All the Time è il quarto album in studio del cantautore inglese James Bay, pubblicato il 4 ottobre 2024 da Mercury Records.

## Tracce
1. Up All Night (with the Lumineers and Noah Kahan) – 3:23
2. Everburn – 3:18
3. Hope – 4:39
4. Easy Distraction – 3:50
5. Speed Limit – 4:02
6. Talk – 3:16
7. Hopeless Heart – 3:22
8. Some People – 2:40
9. Go On – 4:10
10. Crystal Clear – 3:29
11. Dogfight – 5:46